# Åke Bergman
Åke Herman Gottfrid Bergman (ur. 26 maja 1896 w Malmö, zm. 27 lutego 1941 tamże) – szwedzki pływak, uczestnik Letnich Igrzysk 1912 w Sztokholmie.
Na igrzyskach w 1912 roku wystartował w wyścigu na 100 metrów stylem grzbietowym, lecz odpadł w eliminacjach.